# Escola pitagórica

O pentagrama era o símbolo da Escola Pitagórica.‎

A Escola Pitagórica, fundada por Pitágoras, foi uma influente corrente da filosofia grega à qual pertenciam alguns dos mais antigos filósofos pré-socráticos. A mestra de Pitágoras foi Temistocléia, alta profetisa, filósofa e matemática. Outros pensadores importantes dessa escola: Filolau, Arquitas, Alcmeão; a matemática e física Teano, possivelmente casada com Pitágoras, e a filósofa Melissa.
Esses pensadores manifestam ao mesmo tempo tendências místico-religiosas e tendências científico-racionais. A influência estende-se até nossos dias.
A escola teve como ponto de partida a cidade de Crotona, sul da Itália, e difundiu-se vastamente. Trata-se da escola filosófica grega mais influenciada exteriormente pelas religiões orientais, e que por isso mais se aproximou das filosofias dogmáticas regidas pela ideia de autoridade. O pitagorismo influenciou o futuro platonismo, o cristianismo e ainda foi invocado por sociedades secretas que atravessaram o tempo até alcançarem os dias de hoje. O símbolo da Escola Pitagórica é o pentagrama, uma estrela de cinco pontas.
Uma das características da escola de Pitágoras era a presença de muitas mulheres discípulas e mestres, tais como Teano.

## Os pitagóricos e a matemática
Os pitagóricos foram muito importantes no desenvolvimento da matemática grega. A própria palavra “matemática” surgiu com os pitagóricos (mathematikós, em grego), com a concepção de um sistema de pensamento em bases dedutíveis, e deles advêm o conhecido aforisma de que “a matemática é o alfabeto com o qual os deuses escreveram o universo”. Até então, a geometria e a aritmética tinham um caráter utilitário, intuitivo, fulcrado em problemas práticos, sendo fruto dos pitagóricos a classificação dos números em pares, ímpares, primos e racionais (estes são todos os números que podem ser representados na forma de fração). Também dos pitagóricos advêm estudos sistematizados de alguns poliedros e polígonos regulares, sobre proporções, números decimais e a seção áurea ou divina.
A sua vez, a matemática influenciou sua posição filosófica concebendo que os números são os princípios de todas as coisas. Aristóteles afirma na Metafísica:
os denominados pitagóricos captaram por vez primeiro as matemáticas e, além de desenvolvê-las, educados por elas, acreditaram que os princípios delas eram os princípios de todas as coisas. Como os números eram, por natureza, os princípios delas [...] e apareciam os números como primeiros em toda a natureza, pensaram que os elementos dos números eram os elementos de todas as coisas.
Com relação à metafísica, Zeller afirma que a característica distintiva dos pitagóricos é a afirmação de que o número é a essência de todas as coisas e que toda coisa é, na sua essência, número. Para a epistemologia pitagórica, o fragmento 4 de Filolau, DK44B4, é frequentemente citado, pois nele Filolau afirma que "todas as coisas que podemos conhecer contêm número".